# 이동휘 (바둑 기사)
이동휘(李東徽, 1995년 3월 12일 ~ )는 대한민국의 바둑 기사이다.

## 약력
울산 출신으로 8세에 영재바둑교실을 통해 처음 바둑을 시작했다. 부산의 장명한과 서울 이용수, 옥득진, 한태희 사범 등에게 지도를 받았다. 두터운 실리형 기풍을 갖고 있다. 2013년 제25회 SK배 울산아마바둑대회에서 일반부 최고위전에서 최연소자로 우승을 기록했고, 제14회 지역 연구생 입단대회를 통해 입단했다. 2019년 4월, 2단으로 승단했다.